# Czajków Południowy
Czajków Południowy is een dorp in de Poolse woiwodschap Święty Krzyż. De plaats maakt deel uit van de gemeente Staszów en telt 380 inwoners.